# European Tyre and Rim Technical Organisation
La E.T.R.T.O. o European Tyre and Rim Technical Organisation è un'organizzazione con sede in Belgio formata e aperta ai produttori di pneumatici, cerchi e valvole per veicoli di ogni genere con lo scopo di dare specifiche e di armonizzare le misure e le dimensioni nominali evitando ambiguità; evitando problemi all'utilizzatore finale. ETRTO collabora anche con l'Organizzazione internazionale per la normazione (ISO) per lo sviluppo di specifiche standard.